# Lugdunum
Lugdunum (o Lugudunum) è il nome della colonia che diventerà la capitale della Gallia nel 27 a.C. e l'attuale città di Lione. Corrisponde al sito gallico dove il governatore romano della Gallia Comata Lucio Munazio Planco fondò una colonia nel 43 a.C. sotto il nome di Colonia Copia Felix Munatia Lugudunum.
Prima della fondazione romana, il sito era occupato sin dal VI secolo a.C. da popolazioni locali. I Romani stabilirono la loro colonia sulla collina di Fourvière, ma la città si estendeva già ben oltre il sito iniziale e doveva occupare i declivi della collina della Croix-Rousse e l'attuale Presqu'île. Alla fine del periodo romano, i Burgundi occuparono la città, facendone una delle capitali del loro regno.

## Origine del nome
Il nome Lugudunum appare sul mausoleo di Lucio Munazio Planco a Gaeta. Ciò confermerebbe che Lugudunum sia l'antico nome di Lugdunum, come scritto da Cassio Dione nel III secolo. Proverrebbe dal celtico Lugu-dunon, da -duno, fortezza, collina, e da Lugus (in antico irlandese Lúg) dio supremo della mitologia celtica, al quale un santuario sarebbe stato dedicato sulla collina di Fourvière (il cui nome viene da Forum Vetus, il Vecchio Foro, a seguito della fondazione ivi della colonia romana). Lugdunum vorrebbe quindi dire "collina, fortezza del dio Lugus".
Altri studiosi, ricordando la rarità di toponimi antichi in -dun il cui primo elemento sia un teonimo, ipotizzano che il nome Lugdunum abbia un'origine topografica e che il suo significato sia analogo a mons lucidus, cioè "monte luminoso", secondo quanto riferisce il monaco del IX secolo Erico di Auxerre.

## Fondazione leggendaria
Come Roma, che vide la sua fondazione presenziata da due personaggi mitici, Romolo e Remo, Lugdunum avrebbe avuto due fondatori, entrambi appartenenti al popolo dei Celti: il druido Momoros e il re Atepomaro.
Nel trattato De fluviis dello Pseudo-Plutarco, la fondazione di Lugdunum è così descritta:
(Plutarco, De fluviis, VI)

## Preistoria

### Neolitico ed età del bronzo

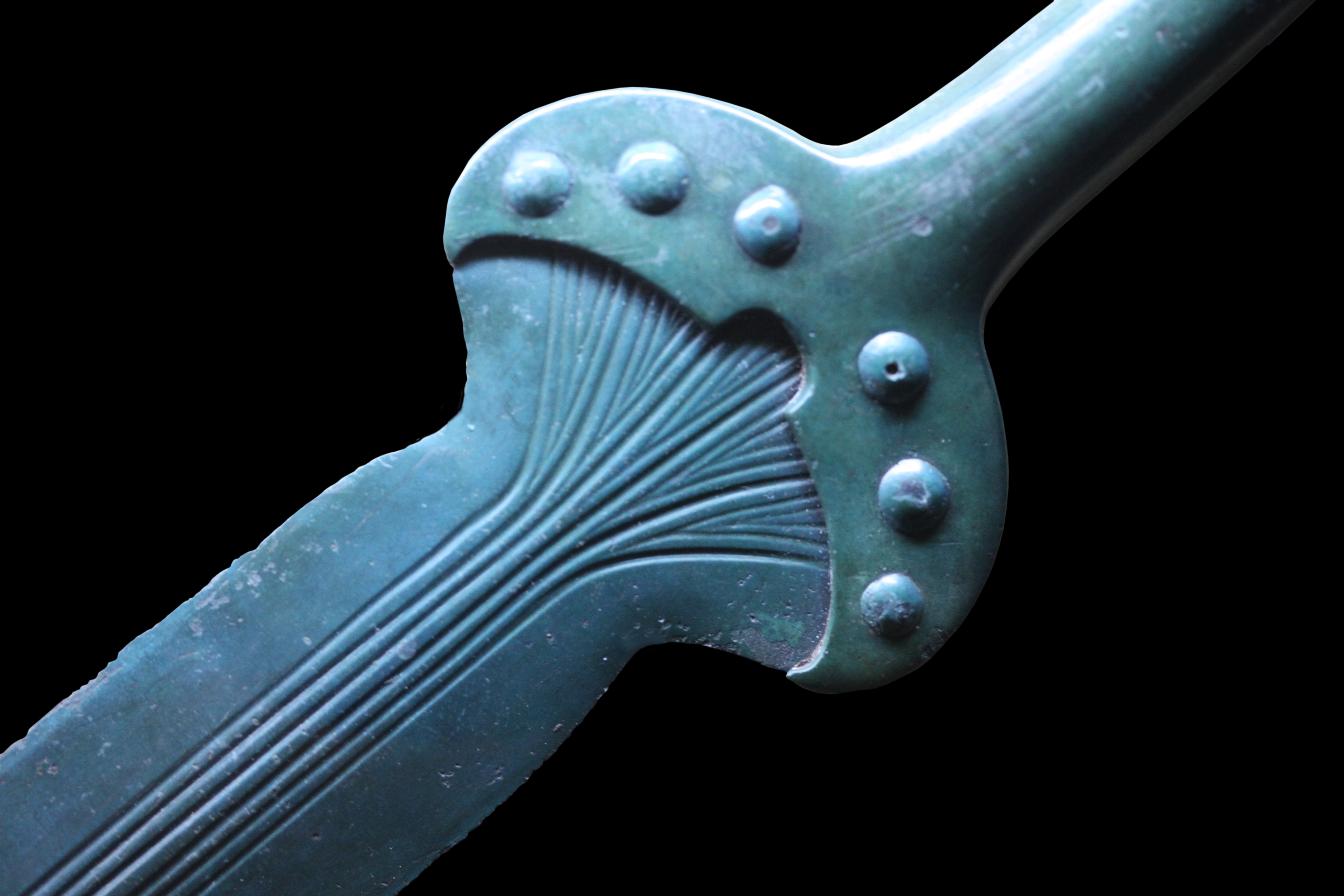
Impugnatura di spada di bronzo (Museo gallo-romano di Fourvière)

La presenza umana sul futuro sito di Lugdunum è attestata in diversi periodi, anche se non sussistono evidenze di stabilimenti permanenti. I rinvenimenti archeologici riportano punte di frecce in selce del Mesolitico (12000 a.C.), frammenti di selce e di ossa di animali domestici, fori di palo e una punta in cristallo del Neolitico antico (dal 5500 a 4900 a.C.). La cultura di Chassey-Cortaillod-Lagozza è presente durante il Neolitico medio (dal 4800 al 3500 a.C.), seguita da una colonia agricola fino al 3000 a.C., e quindi dall'avvento della cultura del vaso campaniforme nel Neolitico finale (fino al 2100 a.C.)
Durante l'età del bronzo, il sito è poco frequentato: sono stati rinvenuti dei resti di focolaio, di abitato e una sepoltura con incinerazione in urna.

### Età del ferro

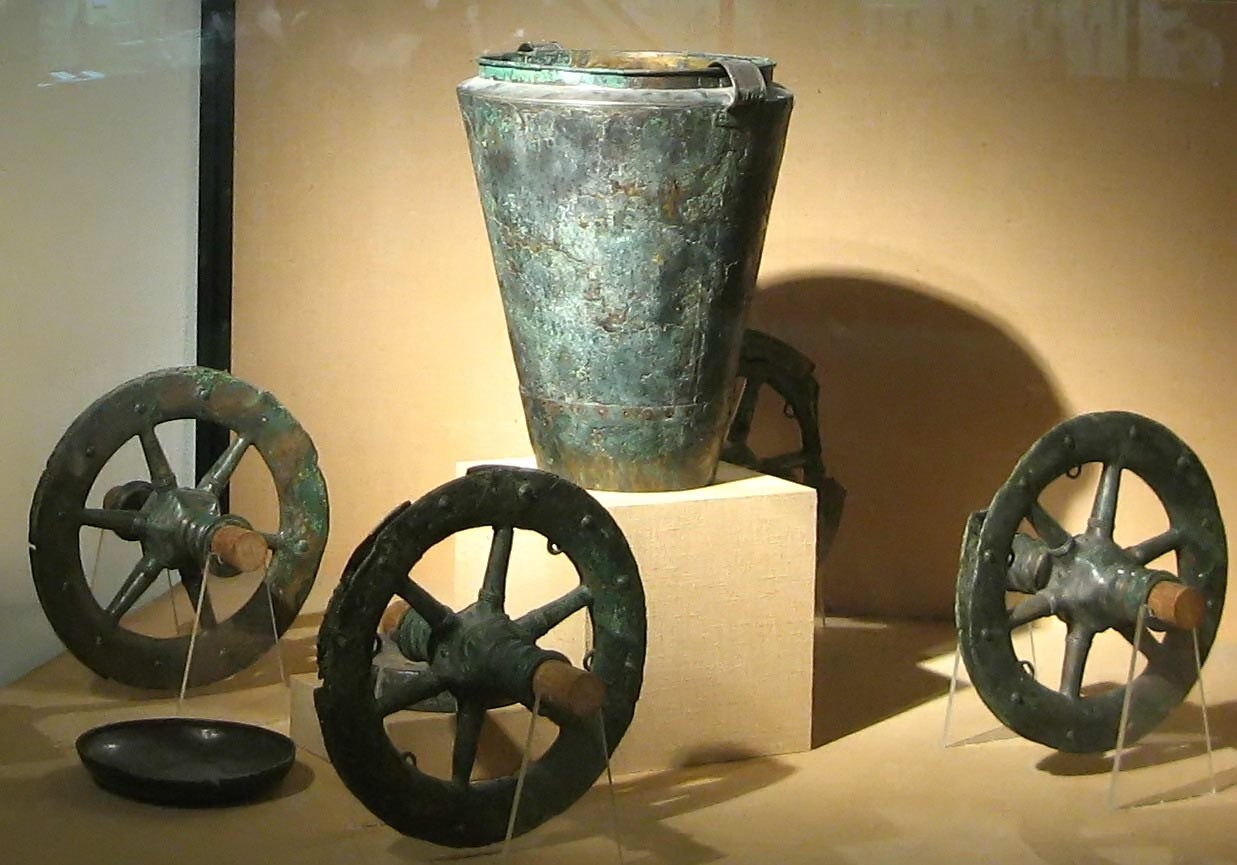
Carro gallico (Museo gallo-romano di Fourvière)

Durante il VI secolo a.C. l'area di Lugdunum diventa uno scalo per il commercio del vino fra il Mediterraneo e le regioni settentrionali. Numerosi resti di frequentazione sono stati rinvenuti nella pianura di Vaise indicanti le relazioni commerciali con Etruschi e Focei di questo piccolo abitato. Oltre al commercio, l'attività è accentrata sull'artigianato, con la presenza di fucine per il ferro e leghe di rame, di botteghe di lavorazione del corno e dei tessuti; nella regione di Lugdunum esisteva quindi un agglomerato urbano ricco di artigianato specializzato e con un'importante attività commerciale, favorita dalla sua presenza su due assi fluviali. Gli scavi intrapresi dal 1990 attestano di una presenza ininterrotta a Vaise sin dal IV secolo a.C., ai piedi di un grande santuario sul sito occupato ora dalla basilica di Notre-Dame de Fourvière.

#### Un grande santuario
Il fossato rinvenuto a Fourvière, largo alcuni metri e lungo alcune centinaia, delimita un vasto perimetro contenente numerosissime ossa di animali e cocci di anfore di vino proveniente dall'Italia. Queste tracce sono riconducibili a un santuario di prima importanza, senza necessariamente suggerire la presenza di un abitato.
Santuari in zone di confine, come lo è la collina di Fourvière al limite del territorio dei Segusiavi e a poca distanza dalla frontiera con gli Allobrogi (che sono sulla riva sinistra del Rodano) e gli Ambarri (fra il Rodano e la Saona), sono comuni in Gallia e identificabili con grandi santuari federali, dove vari popoli potevano incontrarsi.

#### Seconda età del ferro
L'occupazione pre-romana è stata attestata da scavi sulla collina di Fourvière: tracce prima interpretate come contemporanee alla fondazione romana si sono rivelate di fatto più antiche di circa un secolo. Nel quartiere Saint-Vincent, gli scavi indicano un'occupazione durante il periodo detto di Hallstatt: resti di carbone, frammenti di ceramica domestica. Dell'inizio del I secolo a.C. datano forni circolari, una bottega di vasaio, delle campane in ceramica e un'area usata come deposito.
Nel 2014 è stato identificato un tratto di muro di difesa gallico lungo più di trenta metri, probabilmente edificato dai Segusiavi e che rimette in questione l'attribuzione romana della fondazione della città. Corrisponde alla descrizione che Giulio Cesare fa nel De Bello Gallico delle fortificazioni galliche, chiamate murus gallicus.
Benché la fondazione romana sia datata con certezza al 43 a.C., il sito archeologico della rue du Souvenir a Lione testimonia della presenza antecedente di un emporio. Alla frontiera fra il mondo romano, l'emporium faceva da ponte fra le culture romane e galliche e serviva da porto dove trasbordare le merci, dato che il collo di bottiglia che forma la Saona a Pierre-Scize impediva la navigazione. La ceramica indigena ritrovata negli scavi testimonia l'intensità del commercio fra Segusiavi ed Edui; questi ultimi erano essi stessi alleati dei Romani dal II secolo.

## Periodo storico

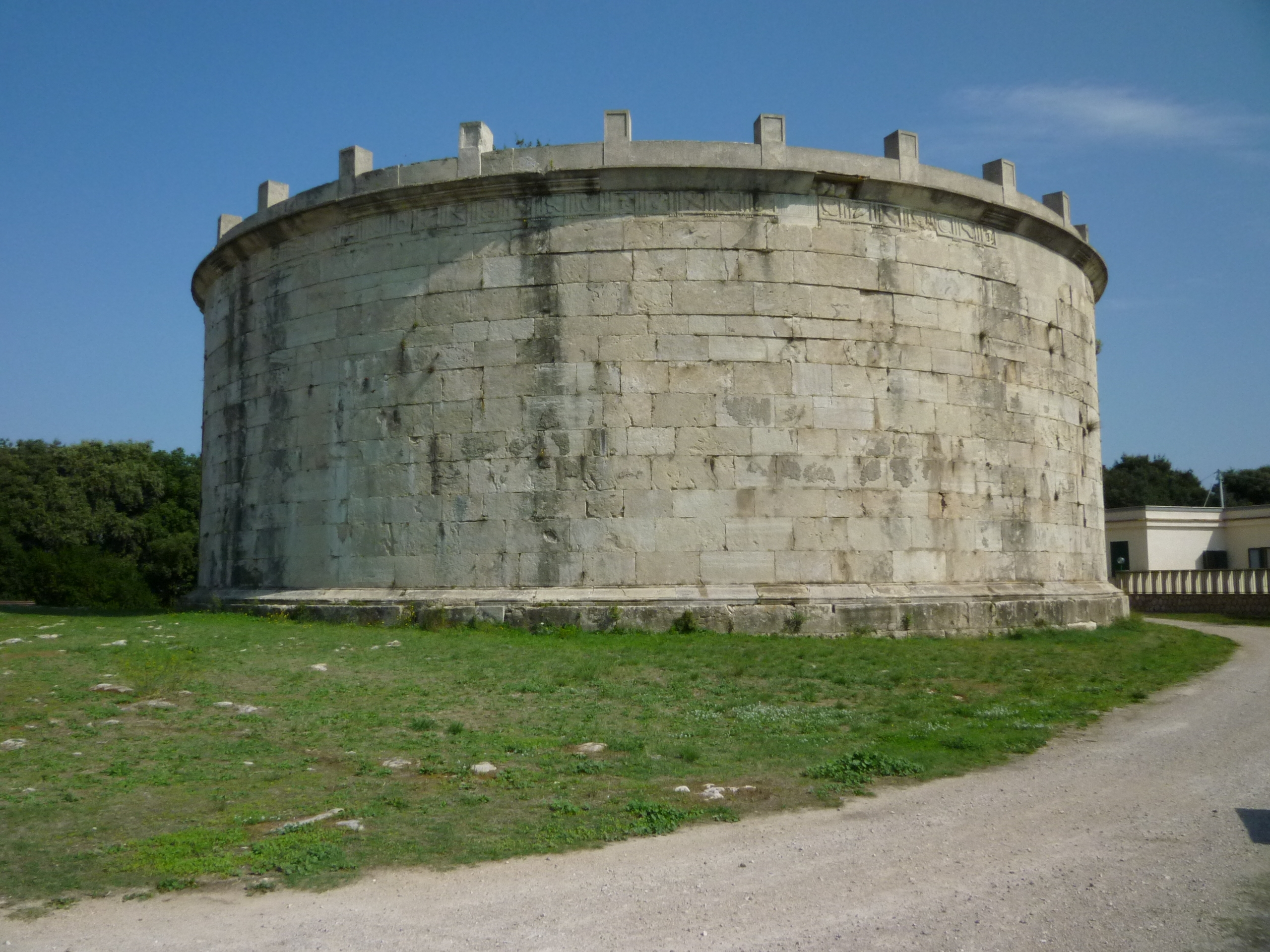
Mausoleo di Planco a Gaeta

### Fondazione della colonia romana

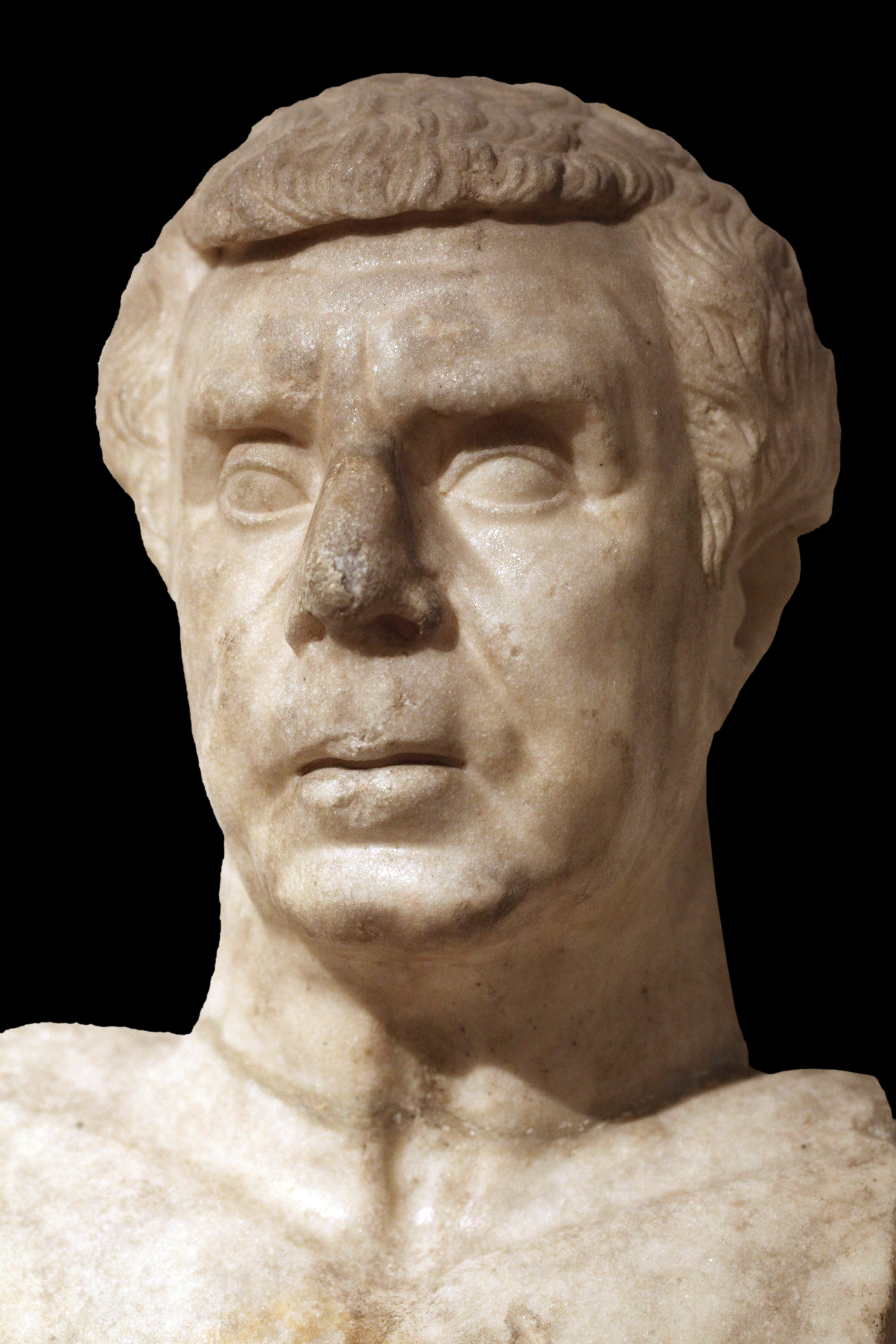
Busto di Planco (Museo gallo-romano di Fourvière)

Nel 43 a.C., il romano Lucio Munazio Planco, governatore della Gallia Comata, fonda la colonia di Lugdunum. È un periodo tormentato, immediatamente dopo l'assassinio di Cesare avvenuto alle idi di marzo dell'anno precedente, a seguito del quale è scaturita la guerra civile che contrappone Marco Antonio al Senato. Planco rimane fedele a Cesare, così come Lepido, governatore della Gallia Narbonense. Il Senato chiede loro di combattere Marco Antonio in Italia, ma dopo che il luogotenente di Lepido, Silano, si è unito alle legioni di Marco Antonio, questi cambia idea e impone a Lepido e Planco di rimanere in Gallia e di fondare una città per i profughi cacciati da Vienne dagli Allobrogi. I profughi romani si erano accampati alla confluenza del Rodano e dell'Arar e così Planco fonda sul colle lì vicino la colonia di Lugudunum.

#### Lugdunumla romana controViennel'allobrogia

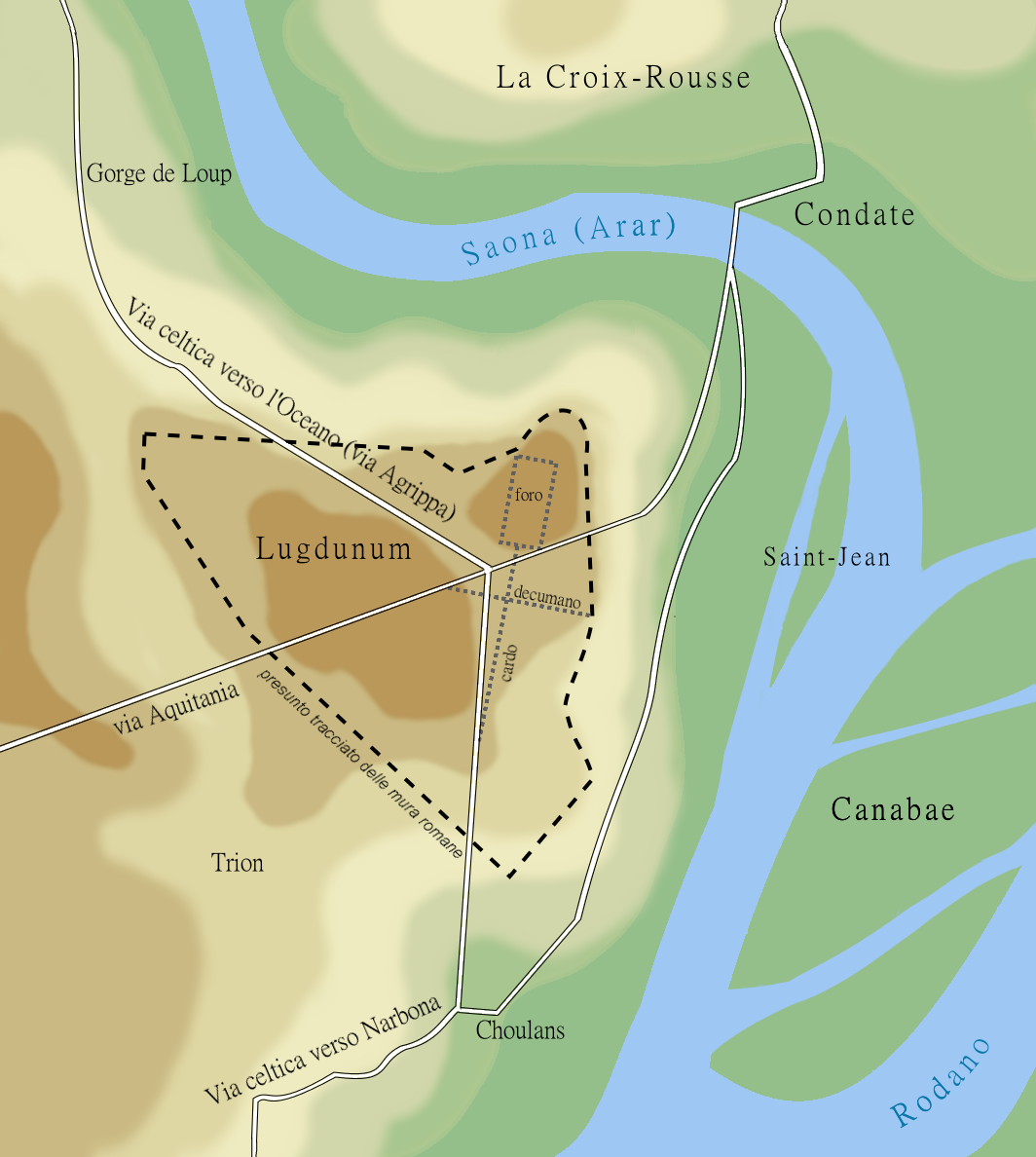
Tracciato della colonia di Lugdunum sul colle di Fourvière

Sulla storia della fondazione, due ipotesi si contrappongono. La prima, lungamente maggioritaria, fu esposta dall'archeologo Camille Jullian: i coloni romani vennero cacciati dalla città di Vienne, a circa 100 km a sud, durante l'insurrezione di Catugnato nel 62 a.C. e si stabilirono presso l'emporio alla confluenza del Rodano con l'Arar, gestito da compatrioti romani.
La corrispondenza di Planco e di Cicerone indica un motivo diverso all'origine della cacciata dei Romani da Vienne: alla fondazione della colonia di Lugdunum, approfittando del periodo di guerra civile che seguì il Cesaricidio, gli Allobrogi cacciarono dalla loro capitale Vienne i coloni romani che si erano lì installati grazie al questore Tiberio Claudio Nerone. I rifugiati protestarono presso il Senato che tardò nel reagire e infine incaricò i governatori Lepido della Gallia Narbonense, dove sorge Vienne, e Planco della Gallia Comata, dove sorge l'emporio, di risolvere questa crisi.
Al fine di evitare un nuovo scontro con gli Allobrogi, ma senza danneggiare i veterani di Cesare, a cui erano state promesse terre da colonizzare, Planco propose ai rifugiati di rimanere a Lugdunum e chiese al Senato di poter fondare una colonia per loro; Cicerone indica che Planco venne accontentato. La nuova colonia fu chiamata Colonia Copia Felix Munatia Lugudunum, con gli epiteti Copia l'Abbondanza, Felix la Fortunata e Munatia dal nome del suo fondatore. Secondo l'asse del decumanus, il quale era determinato dalla posizione del sorgere del sole, e che Amable Audin situa sotto l'attuale rue Cléberg, la fondazione rituale avrebbe avuto luogo il 9 o il 10 ottobre dell'anno 43 a.C.
I primi decenni della vita della nuova colonia non sono noti; i rinvenimenti archeologici più antichi datano solo del 30 a.C. circa e indicano un piccolo borgo fatto di terra e legno, su un suolo di terra battuta, arroccato in cima alla collina di Fourvière. L'impianto urbano è costituito da isolati di circa 36 m di lato, a loro volta ulteriormente suddivisi e affiancati da portici. La vie principali seguono il tracciato dei sentieri preesistenti: uno che scende a nord verso la piana di Vaise e l'altro che si inoltra nel territorio a ovest della colonia.
Sotto l'imperatore Claudio, il nome della città muta in Colonia Copia Lugdunum, ai quali si aggiungono i cognomina di "Augusta" e "Claudia". Il riferimento a Munazio Planco ("Munatia") scompare.

### Lugdunum, capitale delle Gallie (27 a.C. - 69 d.C.)
Fra il I secolo a.C. e il I secolo d.C., la città attira l'attenzione di diversi imperatori. Augusto la visita per ben tre volte, fra il 16 a.C. e l'8 a.C., il generale Druso, fratello del futuro imperatore Tiberio, vi risiede fra il 13 a.C. e il 9 a.C.; nella stessa città Antonia attende il rientro del marito Druso dalla campagna in Germania e quindi vi nasce il figlio, Claudio, nel 10 a.C., destinato a diventare egli stesso imperatore. La città viene ugualmente visitata da Tiberio nel 4 o 5 a.C., da Caligola fra il 37 e il 41 e da Claudio, che vi ritorna nel 43 e nel 44. È probabilmente a cavallo tra i due secoli che la città ottiene lo ius Italicum.
La città è un luogo strategico per la presenza romana in Gallia e Roma investe grandi sforzi e somme di denaro per sostenerne lo sviluppo. Come lo era l'emporio, Lugdunum è al centro del corridoio commerciale fra Mediterraneo e le contrade del Reno, dell'Aquitania e le coste sulla Manica, costituito dalla valle del Rodano e della Saona. Questi investimenti porteranno grandi benefici a Roma durante il periodo d'apogeo dell'Impero, ma saranno anche in parte causa della rapida caduta della città verso il III secolo, per via dell'alto costo di manutenzione di strade, acquedotti e delle dighe e moli sul fiume.
Nel 27 a.C., il generale Agrippa, genero di Augusto, riforma l'amministrazione provinciale e crea tre province, in aggiunta alla già esistente Gallia Narbonense: la Gallia Aquitania, la Gallia Belgica e la Gallia Lugdunense. Lugdunum diventa capitale della Gallia Lugdunense, sede del potere imperiale per le tre nuove province galliche. Acquisisce così il suo titolo di "Capitale delle Gallie". L'espansione della città, iniziata da Agrippa e poi continuata sotto Augusto, ha fatto sì che sia stato edificato in pietra e mattoni sui resti della prima colonia di legno e terra di Planco. Appaiono nuovi monumenti e l'impianto urbanistico viene stravolto anche a causa di una forte immigrazione italica: dalla piccola colonia che affiancava un emporio, si passa a una città che è un punto di riferimento per l'intera Gallia (caput galliarum).

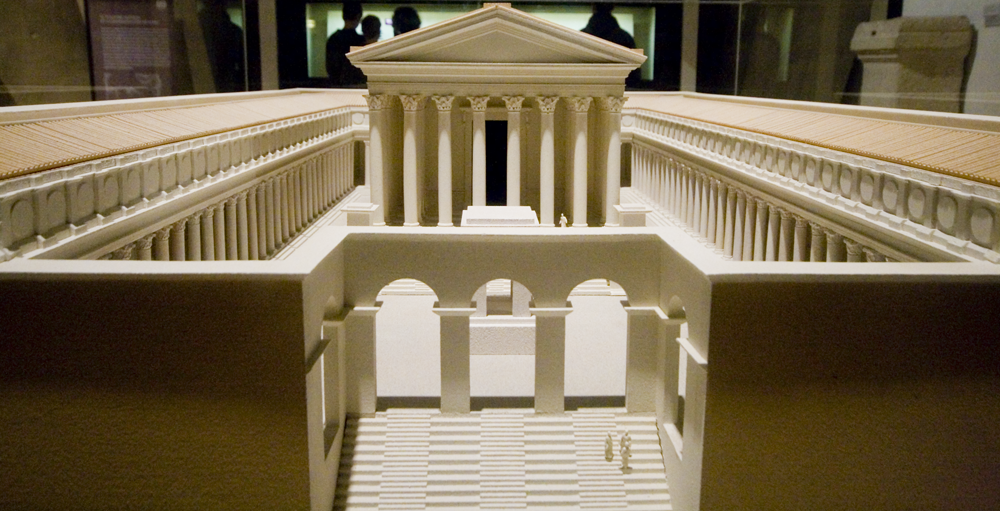
Ricostruzione del santuario federale delle Tre Gallie (Museo gallo-romano di Fourvière)

A partire dal 19 a.C., Augusto fa organizzare la rete viaria urbana in modo da accogliere le quattro vie aperte nel territorio della Gallia.
Strabone fa notare che "Agrippa ordinò che appunto per quella città passassero le strade ch’ei fece aprire; l’una delle quali attraversando i monti Cemmeni andasse fino al paese dei Santoni ed all’Aquitania; un’altra verso il Reno; una terza verso l’Oceano passando pel paese dei Bellovaci e degli Ambiani; una quarta è quella che va nel territorio Narbonese ed alla spiaggia marittima di Marsiglia". A queste quattro vie va aggiunta una quinta in direzione delle Alpi Graie, la Via d'Italia.
Il primo acquedotto dell'Yzeron data del periodo di Augusto, probabilmente costruito fra il 20 a.C. e il 10 a.C. La datazione non è certa, ma si basa sulla supposizione che le vie fatte costruire da Agrippa abbiano permesso l'accesso a questo fiume, facilitando la costruzione dell'acquedotto stesso. Fra il 16 a.C. e il 14 a.C. viene inaugurato il più antico Teatro delle Tre Gallie, con circa 4 500 posti a sedere, sulla collina di Fourvière. Il ruolo privilegiato di Lugdunum aumenta nel 15 a.C., grazie all'attivazione della zecca imperiale (fino al 78), a protezione della quale Augusto pose una coorte urbana – caso unico in Gallia; dal 12 a.C. in poi i delegati delle tribù galliche si riuniscono per celebrare il culto di Roma e dell'imperatore presso il santuario federale delle Tre Gallie, sulle pendici de La Croix-Rousse. Sono giunti ai nostri giorni i nomi dei primi sacerdoti del santuario federale: Gaio Giulio Vercondaridubno l'eduo, seguito dal cadurco Marco Lucterio Senciano e il santone Gaio Giulio Rufo. Dello stesso periodo data la fondazione dell'Ateneo, voluto da Augusto, che acquisisce rapidamente lustro in tutta la Gallia per l'insegnamento della letteratura, arte e scienze che vi è dispensato.
Sotto Tiberio è inaugurato l'anfiteatro delle Tre Gallie, nel 19 d.C., grazie alle donazioni di Gaio Giulio Rufo, l'anfiteatro verrà ingrandito poi negli anni 130-136.
Secondo Tacito, nel 21, le città galliche si ribellano al potere romano e anche Lugdunum viene toccata, ma sono gli Andecavi che sono i più difficili da controllare, tant'è che il legato Acilio Aviola deve placare l'insurrezione marciando con una coorte da Lugdunum.
Caligola rimane in Gallia al seguito di Galba, dall'autunno del 39 alla primavera dell'anno successivo, per preparare l'attacco della Britannia. Per finanziare la campagna militare, a Lugdunum lo stesso princeps organizza delle aste pubbliche nelle quali vende i beni delle sorelle, accusate di aver tramato contro di lui, oltre che schiavi, mobili e gioielli di sua proprietà che aveva fatto portare da Roma. Prima di raggiungere Galba sulla frontiera renana, Caligola fa uccidere a Lugdunum nel 40 d.C. Tolomeo di Mauretania, discendente della regina Cleopatra e Marco Antonio.
Durante il regno di Caligola, Lugdunum accoglie il tetrarca Erode Antipa, esiliato, che ebbe la Galilea e la Perea ed era il cognato di Erode Agrippa I che ne aveva decretato la condanna.

#### Claudio di Lugdunum

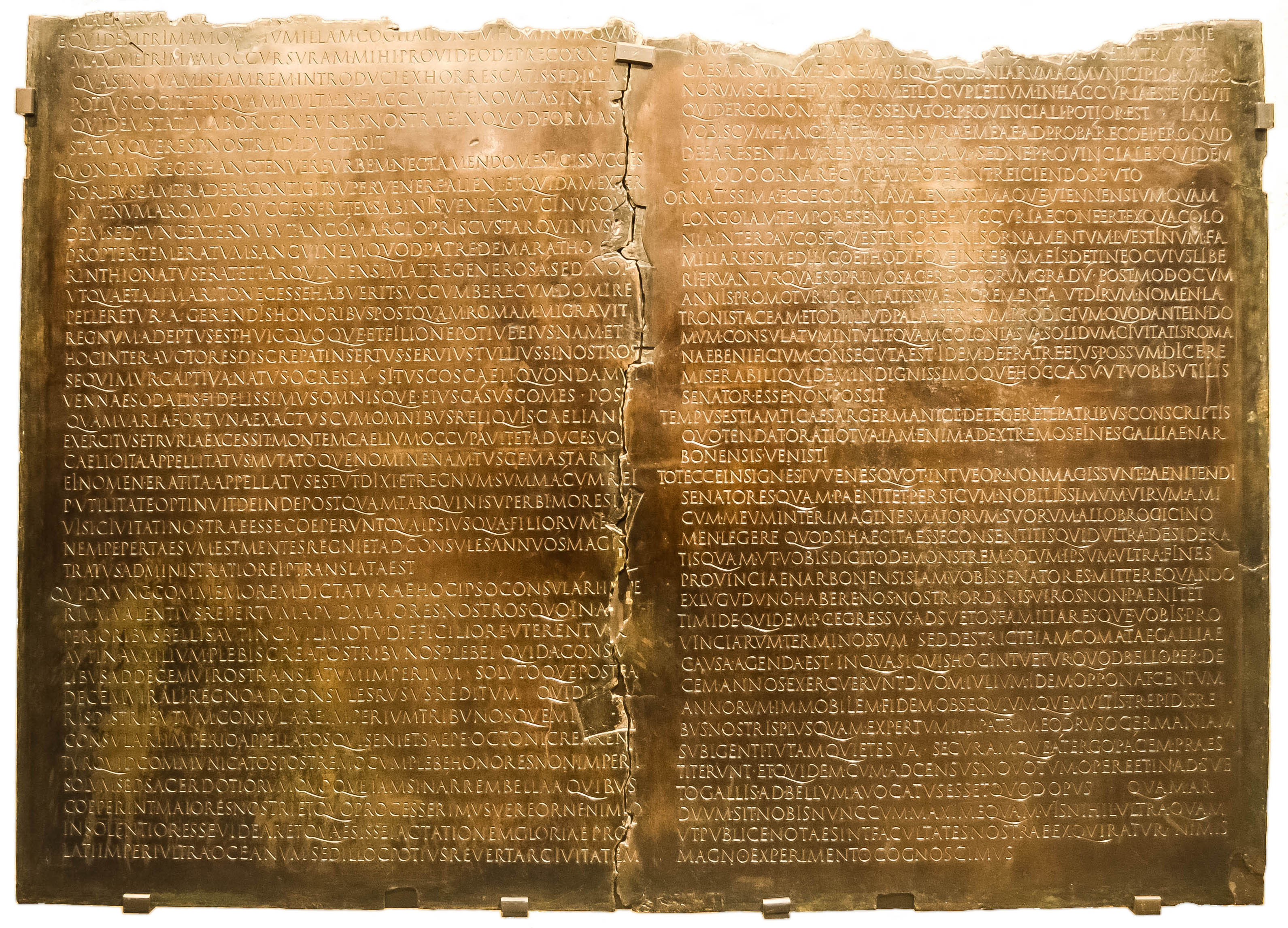
Tabula claudiana (Museo gallo-romano di Fourvière)

Claudio succede a Caligola sul trono imperiale nell'anno 41. Era nato a Lugdunum il 1º agosto 10 a.C. Visita più volte la città, nel 43 e nel 44, cioè all'andata e poi al ritorno della campagna di Britannia. Gli si attribuisce la costruzione dell'acquedotto della Brévenne per via del rinvenimento di una trentina di tubi di piombo portanti le sue iniziali. Di questo periodo data anche l'inizio dell'uso del calcare del Rodano (detto choin in francese) proveniente dalle cave situate fra Lugdunum e Genava per gli edifici ufficiali, che darà al centro della città il suo aspetto tipico durante le ristrutturazioni del XVIII secolo.
La traccia più importante che Claudio lascia alla sua città natale è il discorso pronunciato nel 48 davanti al Senato, nel quale accorda ai Galli l'accesso alla magistratura romana. Gli abitanti di Lugdunum, riconoscenti, fanno incidere il famoso discorso su una placca di bronzo e la piazzano nel santuario federale delle Tre Gallie. Questa tavola è stata ritrovata nel 1528 e la si può vedere al Museo gallo-romano di Fourvière.

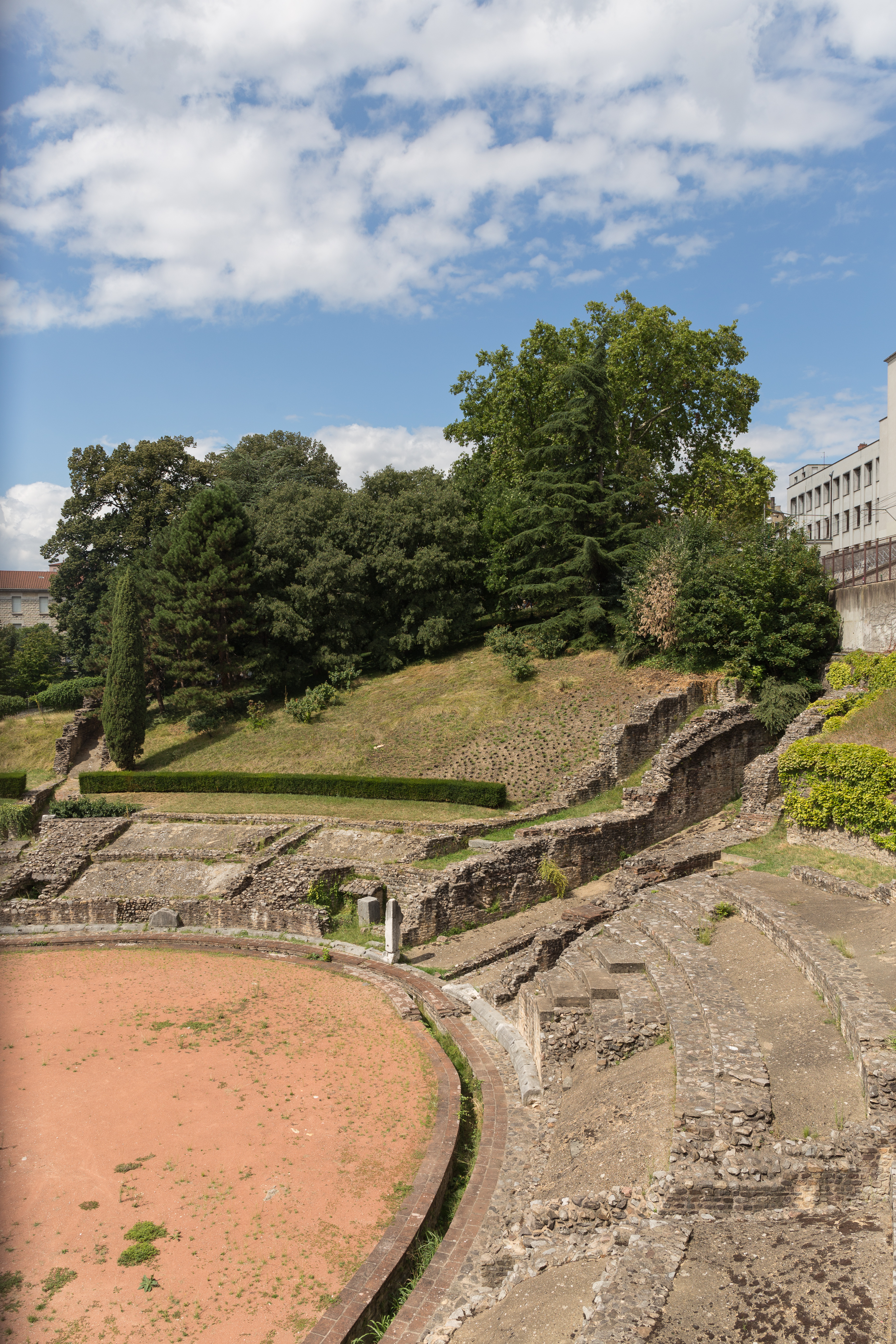
Anfiteatro delle Tre Gallie

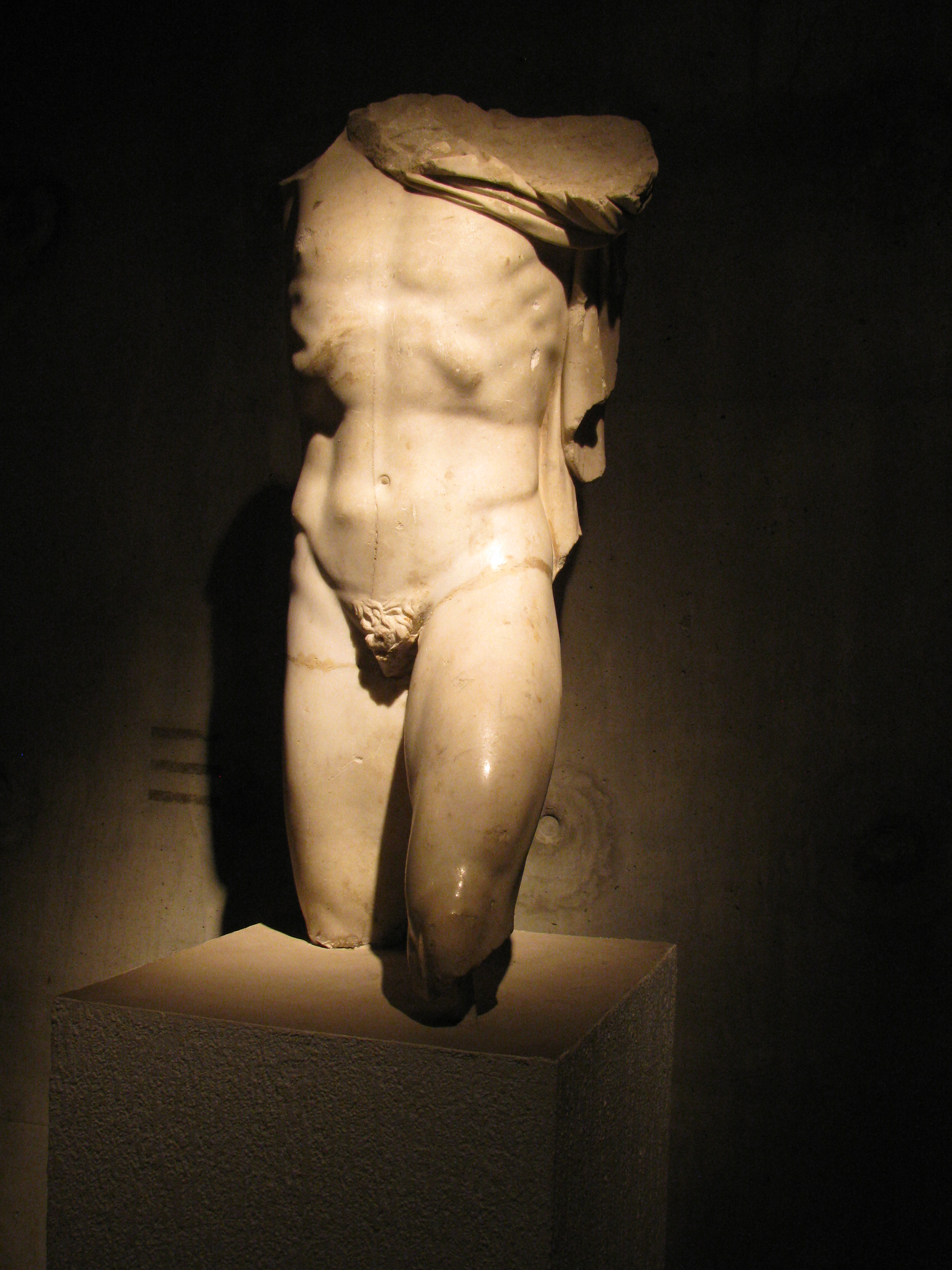
Statua ellenistica in marmo bianco del II secolo di trovata nel 1964 sul sito dell'antico Odeon (Museo gallo-romano di Fourvière)

#### L'incendio del 65
Lugdunum dimostrò sempre una grande devozione nei confronti di Nerone, inviando un contributo di quattro milioni di sesterzi in occasione del grande incendio di Roma del 64 e rifiutandosi nel 68 di unirsi alla rivolta aristocratica contro l'imperatore.
Nel 65, Lugdunum subisce a sua volta un terribile incendio che, secondo Seneca, la distrugge quasi completamente in un solo giorno. Lo storico locale André Steyert indica però nel 1899 che le parole di Seneca fossero un'iperbole e ne limita la portata: "Il fuoco si è propagato nella città bassa, si è esteso sui fianchi della collina, ma non ha raggiunto la zona più elevata". L'imperatore Nerone decreta comunque l'immediato invio di soccorsi e di cospicui sussidi. Probabilmente a causa dei mancati effetti di tali sussidi, e sospettando che fossero finiti nelle borse di avidi potentati o per alzare nuove imposte per la ricostruzione di Roma, Nerone decide di effettuare un censimento della provincia per migliorare l'imposizione fiscale e riequilibrare le sorti della popolazione.

#### Galba e Vitellio, la rivalità con Vienne
Durante gli avvenimenti del 68, nei quali alcune tribù galliche si sollevano contro l'imperatore forse anche a causa dell'innalzamento delle tasse a seguito del censimento, Gaio Giulio Vindice, propretore della Gallia Lugdunense, si ribella a sua volta contro Nerone e ne sostiene il rivale Galba, riunendo le tribù in un incontro al Santuario federale delle Tre Gallie nel mese di marzo. Vienne, all'opposto di Lugdunum, sostiene Galba. Quando Vindice viene sconfitto a Besançon dall'armata del Reno, gli abitanti di Vienne organizzano una spedizione contro Lugdunum, la quale resiste. La salita al potere di Galba pone un termine a questo conflitto ma, come rappresaglia, Galba sottrae la rendita che Vienne versava a Lugdunum sin dal 43 a.C. Nel 69, la situazione politica rimane confusa e l'esercito di Vitellio arriva in città con 40 000 uomini durante l'inverno 68-69, appoggiato dal governatore che gli fornisce anche una casa. Gli abitanti di Lugdunum approfittano della presenza delle truppe di Vitellio per vendicarsi dei viennesi, facendosi consegnare le armi e pagare un riscatto, ma senza distruggere la città.

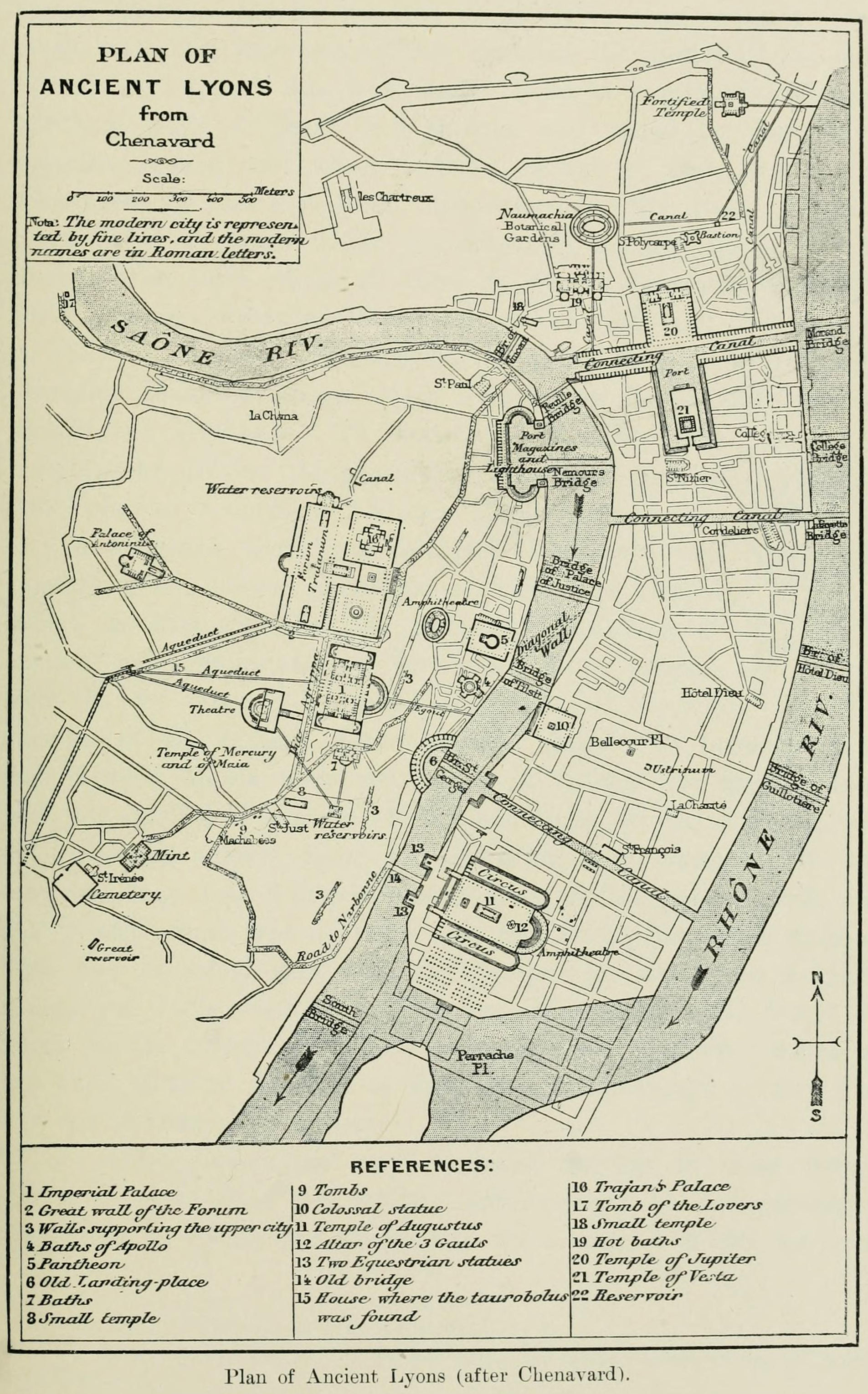
Lugdunum in età romana (carta fatta nel 1834 da Chenavard, ormai superata. Pubblicazione da Victor Duruy, 1883)

### Apogeo (69-192)
È sotto la dinastia dei Flavi (69 - 96) e poi sotto gli Antonini (96 - 192) che Lugdunum conosce il suo maggior periodo di prosperità, così come il resto dell'Impero romano, con la pax romana. La sua popolazione è stimata fra 50 000 e 80 000 abitanti, il che rappresenta una delle più grandi città della Gallia, assieme a Narbo Martius.
La città è governata in modo autonomo, ma in caso di problemi può ricevere un curator inviato da Roma, destinato a controllare la contabilità. Ciò avviene sotto Marco Aurelio: si tratta del senatore Fulvio Emiliano che supervisiona il rifacimento di 500 posti nel circo. Alcune zone hanno un forte declivio e delle terrazze vengono costruite, in particolare nei pressi delle terme.
L'epigrafia ci dà informazioni sulla popolazione greca in questo periodo: su un totale di 522 epitaffi si riscontrano 243 nomi greci su 1 116; passano dal 19% all'inizio del I secolo al 30% alla fine del II secolo. Questa popolazione greca è composta da schiavi, dai liberti dei notabili della città alta; per esempio la tomba di Turpione, un ricco liberto responsabile del culto di Roma e di Augusto, reca il nome di cinque liberti di cui due portano nomi greci. Alla comunità dei Greci, si aggiunge tutta una popolazione di mercanti provenienti dalla Siria, ma anche dal resto della Gallia, con una preponderanza di Remi, Vangioni e Veliocassi. Alla fine del III secolo, i nomi greci saranno solo il 18%: un'inflessione spiegata da una latinizzazione dei nomi piuttosto che della riduzione della popolazione di origine orientale, la quale affollava il quartiere dei Minimes, il cuore amministrativo della città; uno stesso fenomeno di latinizzazione è osservato nel quartiere celtico di Condate.

#### Urbanistica
La prosperità economica di Lugdunum si evince dalle numerosissime tracce di artigianato e di scambi commerciali, sia via terra sia via fiume, e si riflette nelle numerose opere che in questo periodo vengono ad abbellire la città alta. Sono le comunità commercianti che si arricchiscono maggiormente: i nautae che organizzano il trasbordo delle merci sul Rodano e la Saona, i negozianti in vino, gli utricularii che fabbricano otri usati tra l'altro dai nautae come galleggianti per le zattere, gli artisti stuccatori, i vasai e i vetrai.
Queste comunità di mercanti e artigiani hanno una sede, un consiglio, i loro dignitari e spesso, un cimitero proprio. I mercanti di Lugdunum hanno il monopolio del commercio del vino e dell'olio proveniente dalle province iberiche.
La città si estende principalmente in quattro zone ben delimitate: la città alta, Condate, le Canabae e l'abitato celtico sulle rive della Saona.

##### Città alta
Si tratta del luogo della fondazione iniziale, con un foro, sotto al quale s'incrociavano ad angolo retto il decumano e il cardo, un palazzo imperiale, dei templi, un circo e una cinta muraria di età augustea. Il foro è situato sotto l'attuale basilica di Notre-Dame de Fourvière e include il tempio di Giove capitolino, dedicato alla triade capitolina (Giove, Giunone e Minerva), una curia (luogo di riunione del Senato cittadino), una basilica (sede del potere giudiziario) e il palazzo imperiale, sito all'estremità nord del pianoro e nel quale hanno vissuto Augusto, Tiberio, Caligola, Vitellio, Adriano, Settimio Severo e Clodio Albino, e dove hanno visto la luce Claudio e Caracalla.

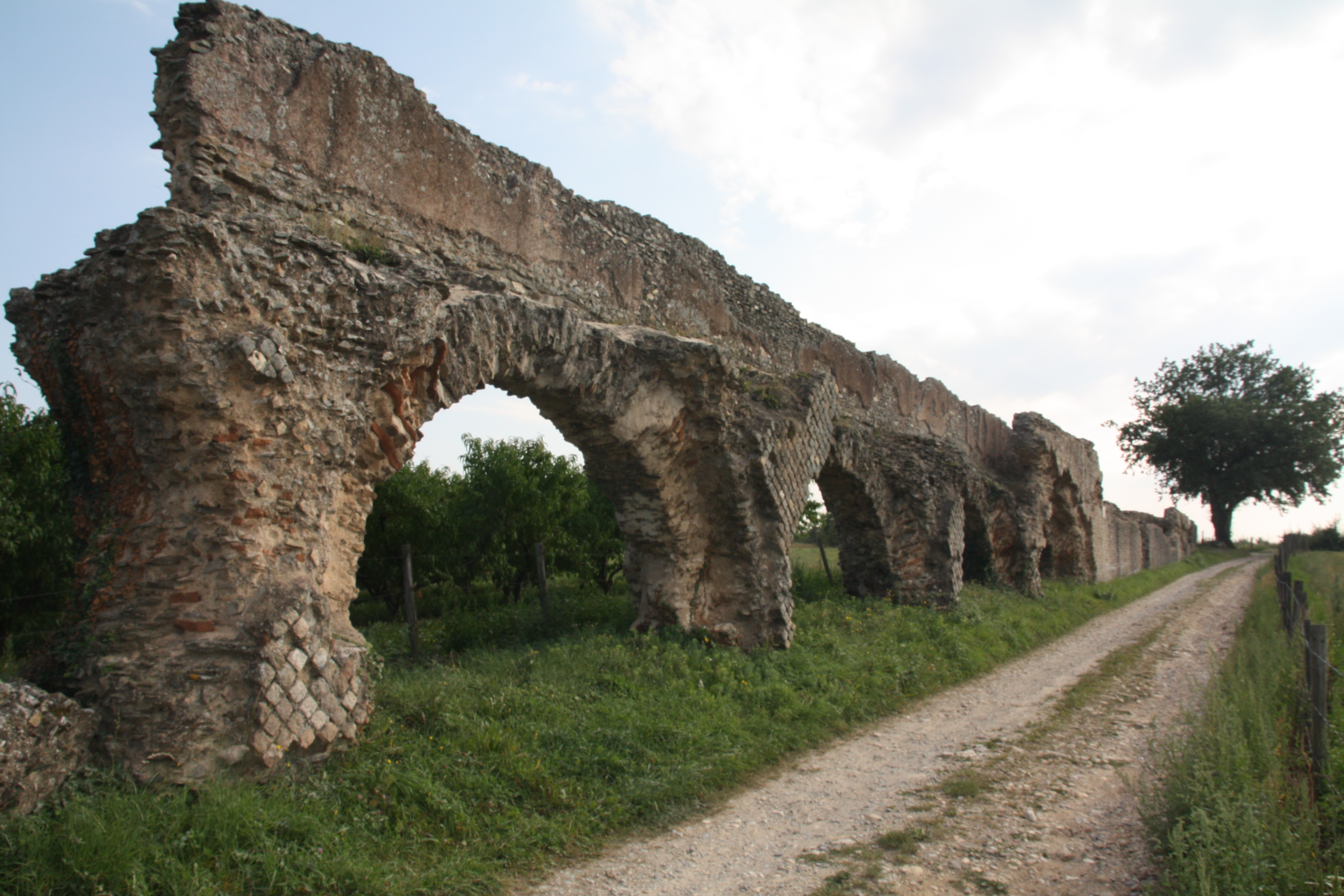
Acquedotto del Gier

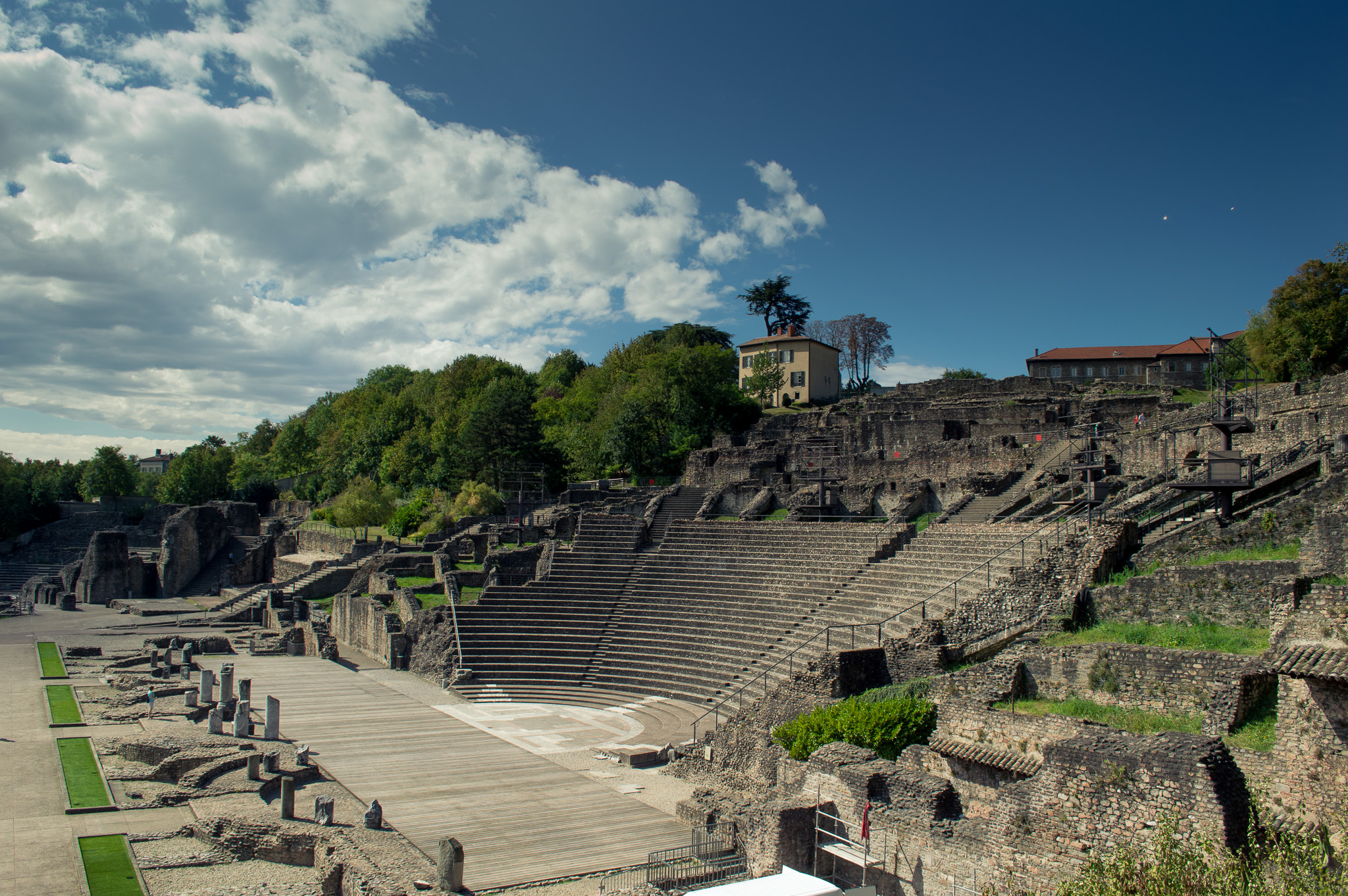
Teatro di Fourvière

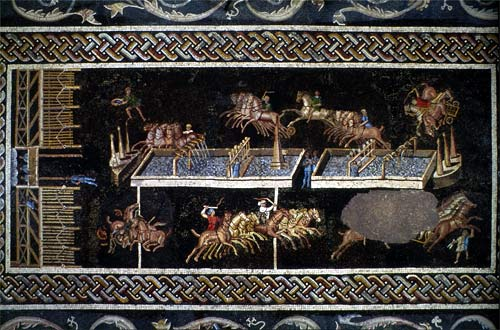
Mosaico rappresentante corse di carri (Museo gallo-romano di Fourvière)

La Via Aquitania prende il suo inizio nell'angolo sud-ovest del foro e si dirige, in direzione SO-NE, verso un tempio situato all'uscita della città e che è stato identificato dagli scavi archeologici come il Santuario municipale del culto imperiale di Lugdunum. La Via Aquitania sarebbe identificata con il decumano della città, anche se Amable Audin lo situa sotto l'attuale rue Cléberg. A sud del foro inizia il cardo, che si estende in direzione nord-sud all'incirca fino all'attuale liceo di Saint-Just. A sud del decumano, nei pressi dell'incrocio con il cardo, il teatro aumenta rapidamente di dimensioni con l'aggiunta di un mænianum e passa da una capacità iniziale di 4 500 a 10 700 posti sotto Adriano. Antonino Pio completa l'opera dei suoi predecessori e affianca al teatro, un Odeon pavimentato di marmo dedicato alla musica da 3 000 posti, attorno all'anno 160; Lugdunum diventa l'unica città della Gallia, insieme a Vienne, ad avere due teatri. Un circo viene edificato in legno nel vallone di Trion, vicino alle necropoli, come nella città di Vienne, dove il circo e le necropoli si dividono la stessa area. Un mosaico, attualmente conservato al museo gallo-romano di Fourvière, rappresenta il circo antico di Lugdunum e i giochi che vi si svolgevano.
Almeno tre dei quattro acquedotti romani terminano nella città alta: quello della Brévenne, dell'Yzeron e del Gier (il più lungo dei quattro).
Per via del forte declivio di alcune zone della città, la costruzione di terrazzamenti si è resa necessaria, soprattutto nella zona al di sopra delle terme, dove sono state rinvenute delle case costruite su delle terrazze artificiali. Un'altra area densamente abitata costruita su dei terrazzamenti è stata rinvenuta vicino alla città alta, sui fianchi nord ed est della collina. Fiancheggia quello che secondo Audin è il tracciato del pomerium, e quindi di una possibile cinta muraria.
All'esterno del pomerium vi erano altre zona abitate, come i canabae, il quartiere attinente al Santuario federale delle Tre Gallie e numerose ville rustiche.

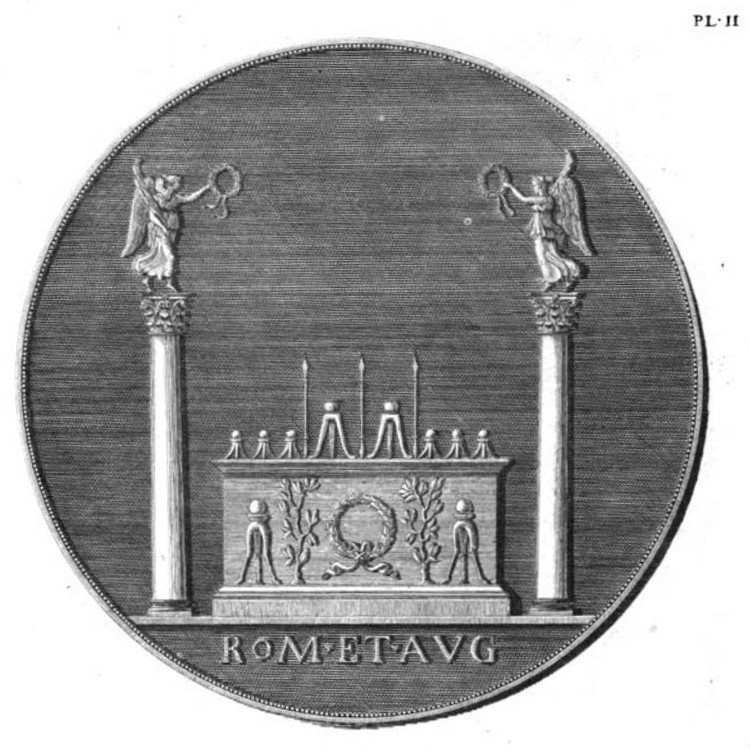
Altare del Santuario delle Tre Gallie, com'era rappresentato sulle monete romane

##### Borgo celtico di Condate
È il nucleo primitivo del villaggio dei Galli. Si trova in una posizione più bassa rispetto alla città alta, dall'altro lato della Saona, ai piedi della collina de La Croix-Rousse. Dalla città alta vi si giunge attraverso una ripida via sul fianco della collina e poi da un guado o un ponte sul fiume. Questa zona accoglie due dei maggiori monumenti della città: l'anfiteatro e il Santuario federale delle Tre Gallie.
Da Condate parte anche la Via del Reno, che congiunge Lugdunum alla Germania. La via affianca un quartiere artigiano sulla riva sinistra della Saona, prima di arrivare all'anfiteatro ingrandito da Adriano in un'imponente struttura di 143,3 × 117,4 m. Il vicino Santuario delle Tre Gallie, sito sulla stessa collina e al quale si accede da una doppia rampa, ospita l'Altare delle Gallie: una struttura maestosa il cui basamento di marmo misura 50 m di lunghezza ed è affiancato da due Vittorie alate in bronzo dorato posate su delle colonne di granito giallo proveniente dall'Alto Egitto e che reggono grandi palme e corone anch'esse di bronzo dorato. L'imperatore ha fatto sostituire, nello stesso periodo dell'ingrandimento dell'anfiteatro, le colonne dell'altare del Santuario federale con nuove colonne in sienite egiziana che sono andate a rimpiazzare quelle originarie in calcare del Rodano o in mattoni.

##### Canabae
Si tratta di una zona riservata alla popolazione civile situata fuori dagli accampamenti militari romani. Alcuni storici hanno supposto che si trattasse di un'isola, l'isola delle Canabae. Il quartiere è ricco di abitazioni civili (sono stati rinvenuti molti mosaici) e di depositi per il vino.
I canabae ospitavano coloro che erano atti a svolgere quelle attività necessarie a rifornire l'esercito romano: artigiani, fabbri per la realizzazione delle armi, mercanti per l'approvvigionamento alimentare, ma anche prostitute.

##### Abitato celtico
La riva destra della Saona, sotto la città alta, ospita un altro quartiere di abitazioni civili a ridosso del fiume. Alla fine del II secolo, un abitato gallo-romano esiste sulla parte ovest dell'isola delimitata dai due fiumi. La presenza di braccia secondarie del fiume e dell'isolotto di Sait-Jean ha potuto favorire la creazione di un porto fluviale in questa zona già dal II secolo. I nautae della Saona vivono vicino a questa zona, allo sbocco del vallone dei Choulans, con le statue dei loro dei protettori allineate lungo le rive del fiume, a fianco ai depositi.
È solo durante la prima metà del IV secolo che l'isolotto sarà collegato alla terraferma a ovest, colmando il braccio del fiume fra questi e la collina. Le importazioni declinano a partire dal IV secolo, ma si mantengono fino al VII secolo, periodo durante il quale si enumera anche materiale proveniente dall'Africa settentrionale.

#### Necropoli

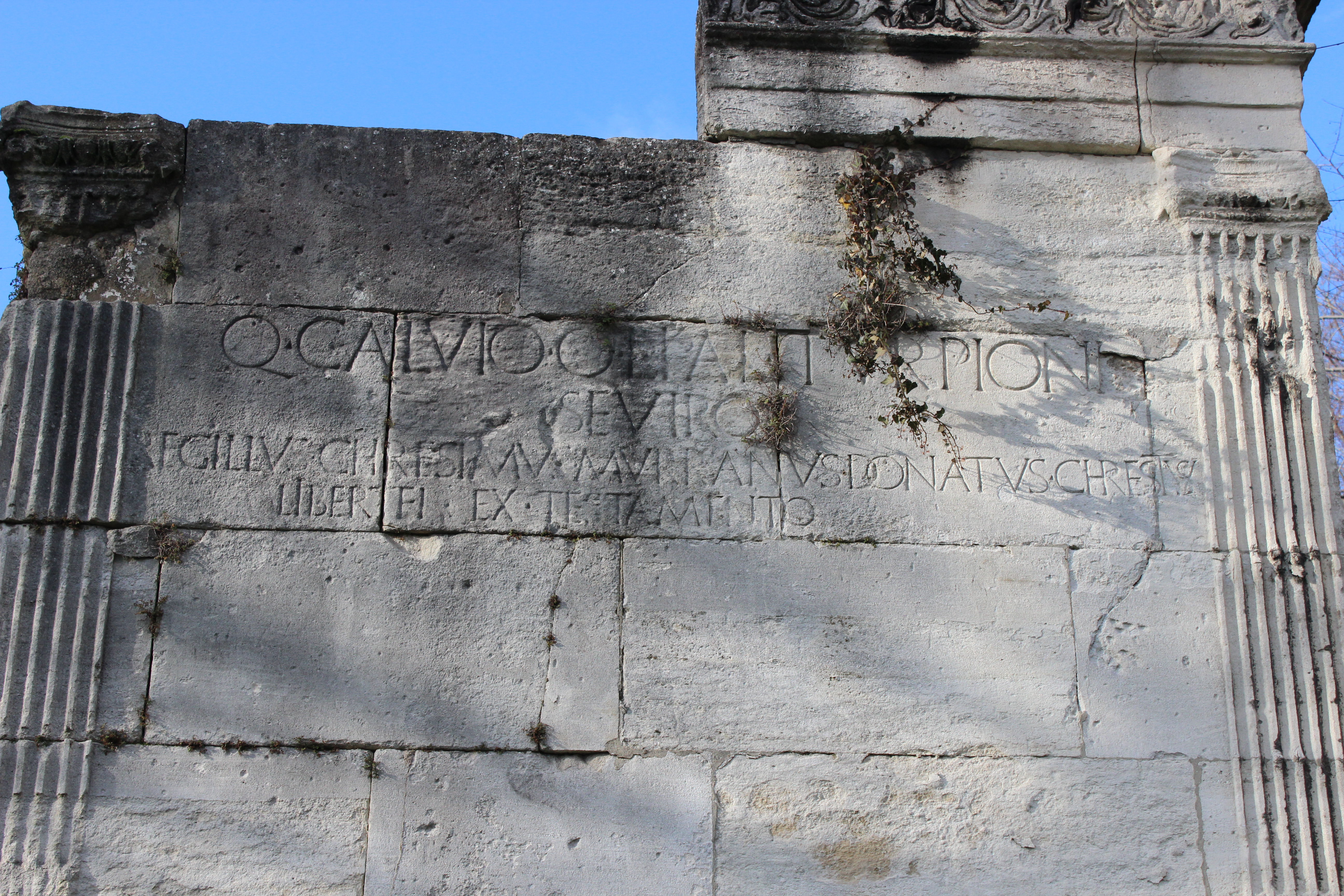
Epigrafia sulla tomba di Turpio, membro dei seviri augustales

Le necropoli sono situate lungo le vie d'accesso alla città: ve ne sono almeno sette, distribuite in diversi valloni attorno alla città. Le tombe più antiche datano dell'età di Augusto e si trovano lungo la Via Aquitania, nel vallone di Trion; già nel I secolo la necropoli aveva occupato l'intero vallone, assieme ad alcuni forni di vasai.
Nel vallone di Gorge de Loup, nella direzione della piana di Vaise, si trova una necropoli meno densa che segue la Via Agrippa verso Gesoriacum, con delle tombe molto ricche. La necropoli di Saint-Clair pare sia dedicata ai morti dell'anfiteatro, mentre quella rinvenuta sotto la rue de l'Université, situata lungo la strada romana nella direzione delle Alpi, contiene il mausoleo di splendida fattura degli Acceptii (visibile al museo gallo-romano di Fourvière). Altre due necropoli si trovano lungo la strada del Reno sulla collina della Croix-Rousse e a Choulans, lungo il tratto della Via Agrippa che porta a Narbona; queste due necropoli ricoprono un periodo temporale che si estende fino all'epoca dei Merovingi.
Durante il periodo romano, le inumazioni vengono a sostituire piano piano le cremazioni. All'arrivo dei Romani in Gallia, la cremazione è già in uso da più di un secolo presso le popolazioni locali, ma i Greci sono una componente importante della popolazione di Lugdunum ed essi rifiutano la cremazione, al contrario dei Romani. Fino al I secolo d.C. coesistono quindi nella città due riti funerari differenti, a seconda della cultura familiare, ma alla fine del secolo anche i Romani iniziano a praticare l'inumazione.

### Cristianizzazione

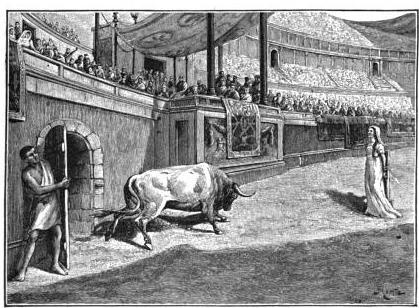
Martirio di santa Blandina

A Lugdunum è attestata la prima comunità cristiana di Gallia, risalente alla metà del II secolo. Essa si struttura attorno al vescovo Potino, il primo della città, e raccoglie membri di provenienze diverse, anche se principalmente originari della Frigia e dell'area dell'impero di influenza greca. Nel 177 Potino muore durante la persecuzione contro i cristiani, di cui rimane una descrizione fornita da Eusebio di Cesarea: con lui sono uccisi altri 47 cristiani, tra cui persone in vista come Vettio Epagato, ma anche schiavi come Blandina, genericamente ricordati come i martiri di Lione. La persecuzione contro i cristiani inizia probabilmente prima del giugno del 177, mentre il governatore della provincia Lugdunense era assente. Le difficoltà dovute alla peste e alle invasioni barbariche possono essere dietro alla miccia che infiammò l'ostilità verso i cristiani, che vennero attaccati perché accusati di non rendere onore agli dei della città e di Roma, ponendosi al di fuori dalla comunità. I cristiani vengono condotti dalla folla presso i magistrati della città, davanti ai quali confessano la loro fede e per questo sono imprigionati in attesa del ritorno del governatore. Rientrato in città, i cristiani che avevano confessato la loro fede senza rinunciarvi sono accusati di crimini efferati e condannati a morte, nonostante il rescritto di Traiano (confermato dai suoi successori) che vieta di andare in cerca di cristiani. Potino muore in prigione, i cittadini romani decapitati, mentre altri martiri, fra cui Blandina, vengono uccisi nell'anfiteatro.
Ireneo è il successore del vescovo Potino. È uno dei primi teologi cristiani di lingua greca e lotta contro le eresie che minacciano l'unità della comunità cristiana. Il suo scritto Contro le eresie testimonia dell'opposizione di Ireneo nella regione contro un certo Marco d'Egitto, probabilmente un valentiniano che professava lo gnosticismo in Gallia, e contro Florino, un presbitero romano molto vicino alle idee di Valentino. Ireneo partecipa con il vescovo di Roma Vittore I anche ai dibattiti sulla scelta della data della Pasqua con i quartodecimani: mentre Vittore vorrebbe proibire ai cristiani d'Oriente di celebrare la Pasqua il 14 di Nisan, Ireneo lo invita a essere tollerante, ricordandogli che anche il suo predecessore Aniceto, non avendo trovato una posizione comune con Policarpo, non aveva vietato le celebrazioni dei quartodecimani.

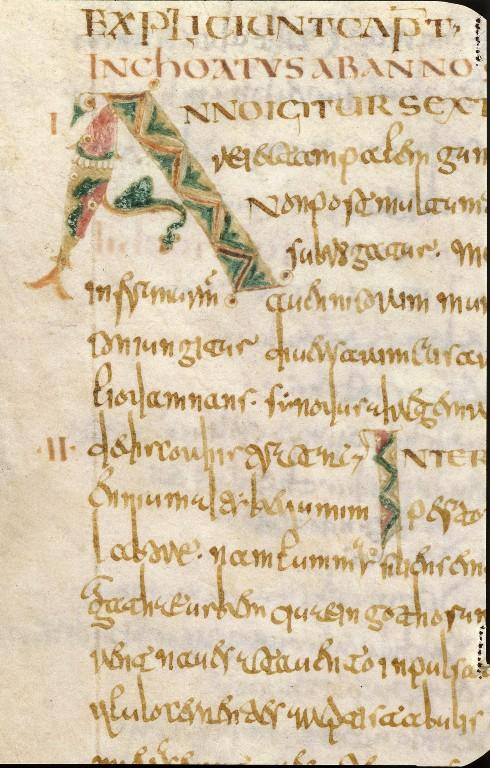
Pergamena della Historia Francorum di Gregorio di Tours

Nel III secolo, mentre Faustino è vescovo di Lugdunum, si sviluppa in Gallia l'eresia di Novaziano, di cui è seguace anche Marciano, vescovo di Arles. La comunità di Lugdunum si cementa attorno alla figura dei martiri del 177: essi forniscono un racconto strutturante per l'identità locale e un "passato esemplare", celebrato ogni anno attraverso le feste in loro onore. Ai 48 martiri del 177 si sono aggiunti Epipodio e Alessandro di Lione e lo stesso vescovo Ireneo. Gregorio di Tours trasforma le uccisioni che hanno accompagnato il sacco di Lugdunum sotto Settimio Severo in una persecuzione contro i cristiani.
Ormai diventato il cristianesimo una religione accettata e ufficiale, il vescovo esercita un'autorità morale nella città e un ruolo importante (anche economicamente). Le lettere di Sidonio Apollinare forniscono la descrizione della cattedrale: circondata di portici, la cattedrale è decorata con pietre preziose, marmo, foglie d'oro e poemi. La città antica è trasformata: i templi sono stati chiusi e abbattuti alla fine del IV secolo e un centro episcopale si è sviluppato sulla riva della Saona attorno a un battistero. I sacrifici sono stati proibiti e le messe e le processioni hanno soppiantato le celebrazioni religiose politeiste. Si parla della "visita dei luoghi santi della città di Lugdunum". La città è anche uno dei luoghi culturali della cristianità; mentre il potere dei Romani diminuisce e cresce quello dei Burgundi e poi dei Franchi, i vescovi di Lione portano il titolo di metropoliti e ospitano numerosi concili.

### Lugdunum sotto i Severi (193-235)
Lugdunum è anche capitale amministrativa e ospita i governatori della Gallia Lugdunense, in particolare Settimio Severo nel 187-188. È in questa città che nasce il suo primogenito, Caracalla.
La città è colpita indirettamente dalla successione imperiale: dopo la morte di Commodo si instaura un regime militare. Alla fine, tre rivali si fronteggiano: Settimio Severo l'Africano, Pescennio Nigro, comandante delle armate d'Oriente, e Clodio Albino, sostenuto dalle legioni di Britannia. Quando Albino attraversa la Gallia per affrontare Severo, si installa a Lugdunum, aspettando il suo avversario. Severo non attraversa le Alpi, ma passa dall'Alsazia, recuperando forze sul Danubio.

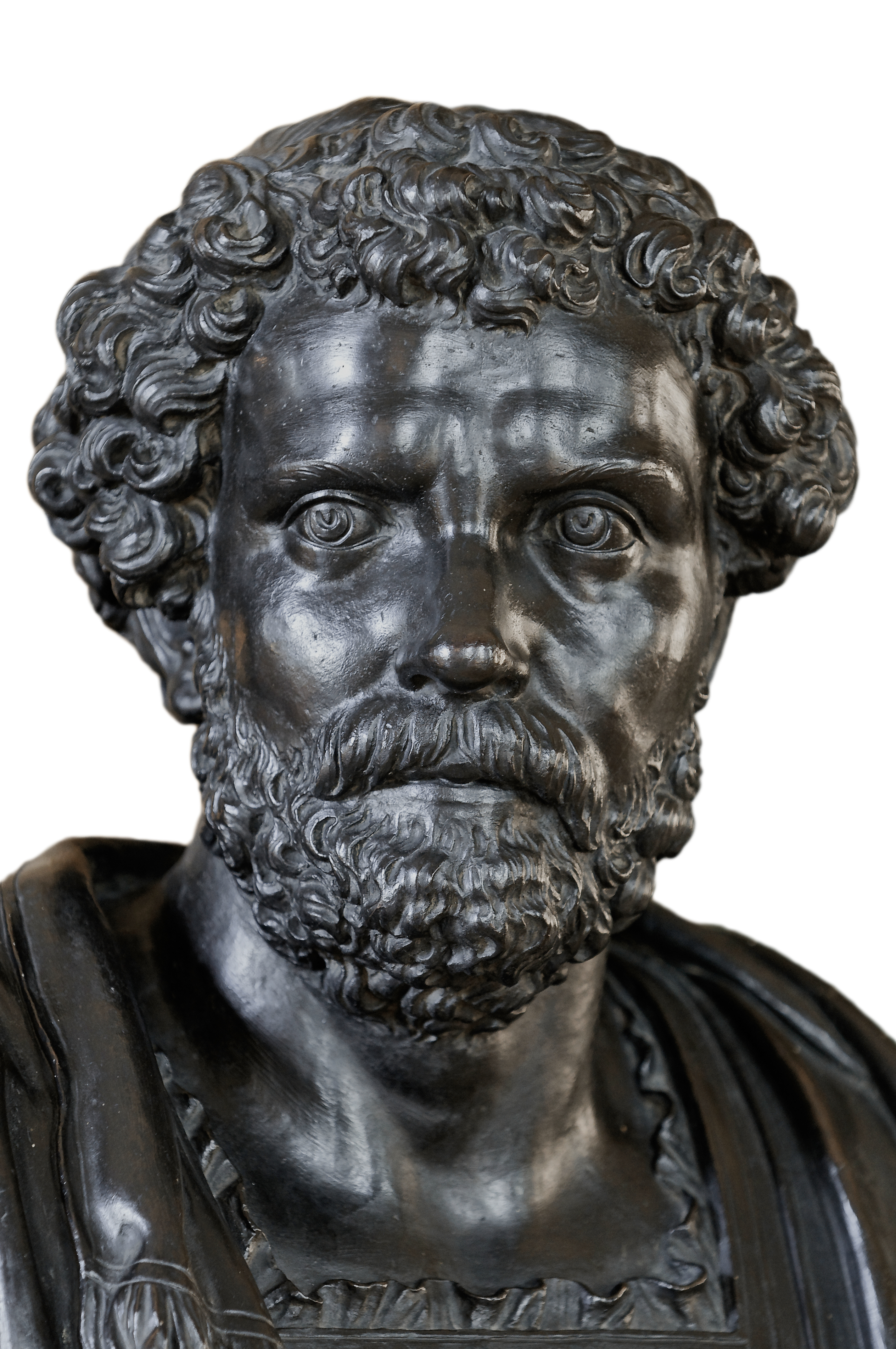
Busto di Settimio Severo (Biblioteca Mazarine)

#### Battaglia di Lugdunum
La battaglia di Lugdunum ha luogo all'estremità del pianoro di Dombes, ai piedi dei Monts d'Or o sul pianoro a ovest della città, dove ora sorge Tassin-la-Demi-Lune. Il 19 febbraio 197, uno dei generali di Severo riesce ad attirare la cavalleria sarmata in un'imboscata, al che Severo guida l'avanzata della sua ala sinistra, ma l'attacco non riesce e l'imperatore africano viene persino disarcionato. Dopo due giorni di combattimenti incerti, Giulio Leto, il comandante della cavalleria imperiale, attacca i fianchi delle legioni avversarie, sfondandone le linee Sentendosi perduto, Clodio Albino si suicida con la propria spada. Della sua morte ne parla anche la Historia Augusta, che vuole Clodio Albino decapitato da Severo, una volta fatto prigioniero, per poi buttare il suo corpo nel Rodano). I legionari di Severo inseguono i soldati di Albino fino alle mura della città e vi penetrano. Lugdunum è punita e saccheggiata per aver sostenuto Albino.
Una volta superata la crisi, Lugdunum è tralasciata dall'imperatore; neanche Caracalla apprezza particolarmente la sua città natale. Nessun monumento o avvenimento importante data della dinastia dei Severi, tranne una statua offerta nel 220 a Eliogabalo, ritrovata negli scavi del ponte della Guillotière distrutto nel 1953. Nel 235, l'ultimo degli imperatori dei Severi, Alessandro Severo, viene assassinato dopo aver attraversato Lugdunum per raggiungere le legioni sul Reno.

### Declino e crisi dell'Impero romano

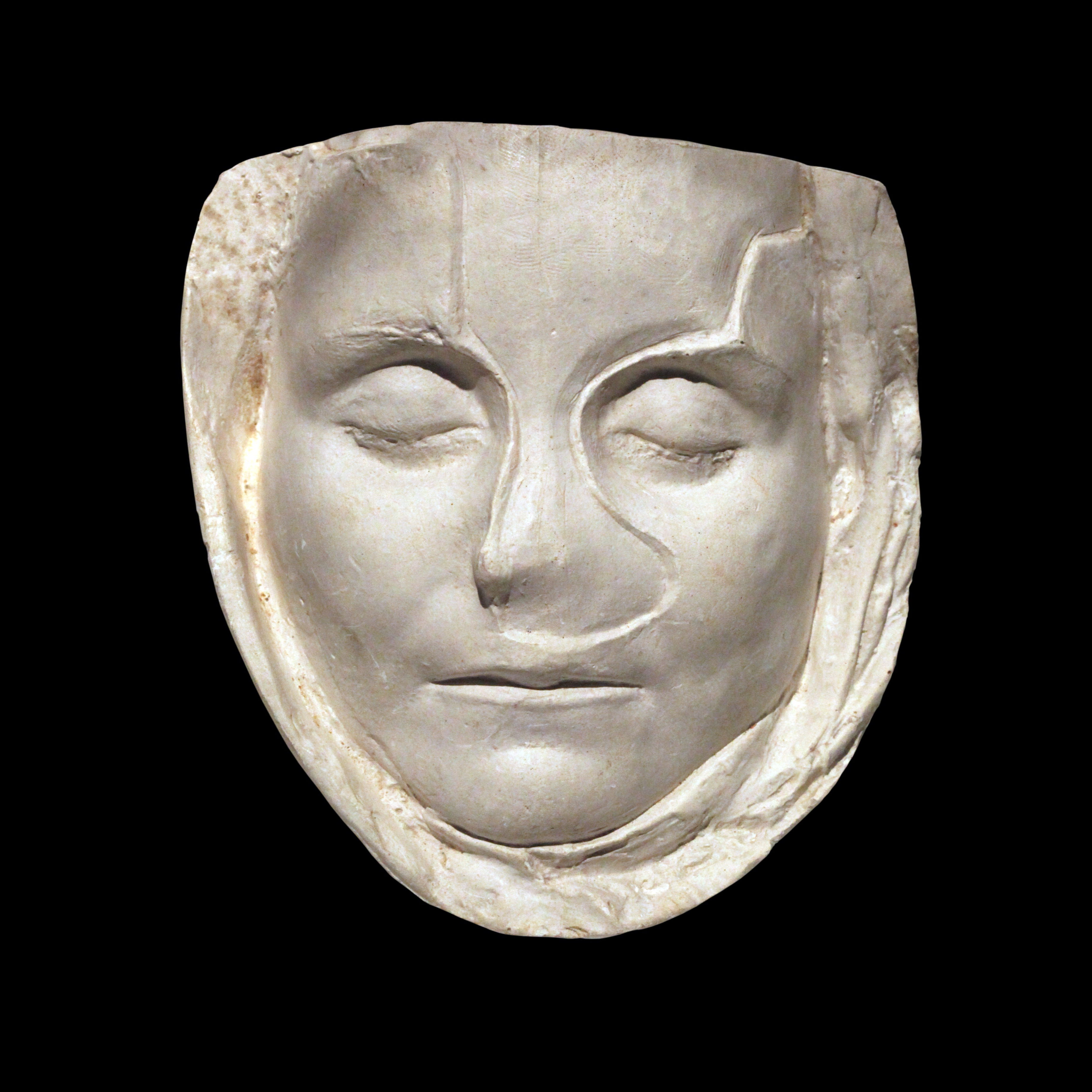
Maschera funeraria di una bambina romana. L'iscrizione dice: "Ai mani e in memoria di Claudia Victoria, morta all'età di 10 anni, un mese e 11 giorni; Claudia Severina, sua madre, ha elevato questa tomba per la sua amata figlia quando era ancora viva, per lei e dedicata sotto l'ascia" (Museo gallo-romano di Fourvière)

Nel 254, l'episcopato in Gallia è diviso fra Lugdunum e Arles. Faustino, vescovo di Lugdunum, è in aperto contrasto con Marciano vescovo di Arles che, seguendo il movimento dei Novazianisti, negava la remissione di alcuni peccati, reputati gravi, come gli atti di idolatria; negava quindi la comunione ai lapsi pentiti, i cristiani che, sotto la minaccia delle persecuzioni, compirono atti di adorazione verso gli dei pagani. Le pressioni di Cipriano di Cartagine, dello stesso Faustino e dei vescovi della sua provincia su papa Stefano I spingono quest'ultimo a deporre Marciano.
Nel 259, gli Alemanni vandalizzano la valle del Rodano e bande scendono fino ad Arles; avrebbero evitato di investire città potenti come Lugdunum e Autun. Alcuni gruppi attaccano Tarragona, in Spagna, mentre altri avanzano nella penisola italiana, fino a essere fermati nella primavera 260 da Gallieno con la battaglia di Milano. Di quest'invasione rimangono i tesori di Vaise (beni preziosi seppelliti per nasconderli e mai più recuperati dal proprietario) e i beni di un soldato romano, anch'essi sepolti in quegli anni.
Fra il 274 e il 413, la città accoglie una nuova zecca, dopo il periodo dal 12 a.C. al 78. Secondo la Historia Augusta, la vicenda dell'usurpatore Tito Ilio Proculo contro l'imperatore romano Probo ebbe inizio a Lugdunum con la creazione di una milizia con 2 000 dei suoi schiavi da parte del ricco proprietario terriero. All'avvicinarsi delle truppe dell'imperatore, avrebbe preso la fuga, rifugiandosi presso i Franchi, che l'avrebbero poi consegnato a Probo. Sebbene la Historia Augusta sia poco affidabile riguardo agli avvenimenti storici, la parabola di Proculo è attestata anche da altri autori, come Flavio Eutropio, sebbene legata alla città di Colonia.
Lugdunum perde il suo ruolo di capitale delle Gallie nel 297, a tutto vantaggio di Treviri, a seguito della riorganizzazione della tetrarchia di Diocleziano. All'inizio del IV secolo, le autorità municipali non dispongono più dei mezzi per sorvegliare gli acquedotti e per la manutenzione delle tubature di piombo (specialmente nei sifoni); quando dei banditi tagliano l'arrivo dell'acqua, gli abitanti si vedono obbligati a spostarsi verso la Saona: la collina di Fourvière viene allora abbandonata e la potente città di un tempo smette di esistere. Solamente l'isola di Saint-Jean e il settore delle Canabae offrono abbastanza sicurezza agli abitanti, tant'è che anche verso il 360, si continuano ad abbellire le case del quartiere. Questa migrazione darà origine al nucleo dei quello che sarà la città medievale di Lione.
Il 10 agosto 353, l'usurpatore Magnenzio si toglie la vita a Lugdunum dopo la fuga a seguito della sconfitta a Mursa nel 351 contro Costanzo II. Nel giugno del 356 la città viene assalita dai Leti, riuscendo a respingerli poco prima che Flavio Claudio Giuliano vinca una vittoria decisiva a Argentoratae contro gli Alamanni. Sempre a Lugdunum, Magno Massimo fa uccidere da Andragazio l'imperatore Graziano, il 25 agosto 383.

### La fine della Lugdunum romana
Nel 437, i Burgundi vengono insediati in qualità di Foederati nei territori della Sapaudia e della Romandia, dopo la distruzione del loro regno di Worms da parte degli Unni. Il generale romano Flavio Ezio li aveva insediati in quei territori probabilmente con la funzione di difendere i valichi alpini, e gli insediamenti dei Burgundi probabilmente sorgevano a poca distanza dalla stessa Lugdunum. Nell'aprile 458 il generale Egidio, inviato di Maggioriano, riprende provvisoriamente il controllo di Lugdunum, ma questi la riprendono e ne fanno una delle capitali del loro regno, assieme a Vienne e Ginevra, nel 461.
Il 4 settembre 476 segna la fine dell'Impero romano d'Occidente. In questo regno burgundo, il re Gundobado sancisce per legge l'eguaglianza di diritti per i suoi sudditi. Nel 532, i figli di Clodoveo I, istigati dalla madre e principessa burgunda Clotilde, fanno passare il regno sotto la dominazione dei Franchi. Nel 580 un'alluvione provoca l'esondazione del Rodano, che danneggia gravemente gli edifici sulla sponda destra del fiume.
Nell'autunno del 840, il foro di Fourvière crolla e le colonne cadono fino ai piedi della collina. Nel 1080, i lavori di costruzione di un ponte sulla Saona segnano l'inizio dell'uso del sito antico come cava per rifornirsi in materiale da costruzione; questo sfruttamento prosegue nel XII secolo, per l'edificazione dei grandi monumenti della Lione medievale. Verso l'anno 1100, le due colonne del santuario delle Tre Gallie sono smontate e tagliate in due pezzi per fornire dei pilastri al transetto della basilica di Saint-Martin d'Ainay e nel 1183, la costruzione del ponte della Guillotière richiede una grande quantità di pietre, in buona parte prese dalle rovine romane sulla collina.